# Umm el-Jimal
Umm el-Jimal (àrab: ام الجمال, Umm al-Jimāl, literalment ‘Mare dels Camells’) és un llogaret situada al nord de Jordània, a uns 17 km a l'oest de Mafraq. Destaca principalment per les notables ruïnes d'una ciutat romana d'Orient (posteriorment islàmica primerenca) les restes encara emergeixen visiblement del sòl, així com per una vila romana situada al sud-oest de les restes romanes d'Orient.
La vila romana data del segle ii, i va ser erigida després de la incorporació del regne dels nabateus a l'Imperi Romà per part de Trajà; perdurar fins a mitjans del segle iii, quan va ser destruïda durant la revolta contra els romans dirigida per la reina Zenòbia de Palmira.
Posteriorment es va erigir en el lloc un lloc militar durant les fases finals del Baix Imperi, per protegir la frontera oriental. Una pròspera comunitat rural es va desenvolupar al voltant d'aquest lloc, aconseguint el seu apogeu ja en època romana d'Orient, cap al segle vi. Les posteriors epidèmies i els conflictes bèl·lics esdevinguts a la zona (les Guerres Romano-Sassànides i l'expansió musulmana) debilitar a la comunitat, fins que el terratrèmol del 748 va danyar tan severament la ciutat que mai va poder recuperar-se'n.
El lloc va romandre deshabitat fins a principis del segle xx, quan una comunitat drusa va ocupar Umm el-Jimal durant uns anys, reutilitzant les antigues estructures romanes d'Orient, abans d'abandonar de nou. El poblat actual va ser establert cap a 1950, i es va construir al voltant de les restes romanes d'Orient.